# Schizostachyum lengguanii
Schizostachyum lengguanii är en gräsart som beskrevs av Khoon Meng Wong. Schizostachyum lengguanii ingår i släktet Schizostachyum och familjen gräs. Inga underarter finns listade i Catalogue of Life.